# 石川県道55号小松辰口線
石川県道55号小松辰口線（いしかわけんどう55ごう こまつたつのくちせん）は、石川県小松市から能美市を結ぶ県道（主要地方道）である。

## 概要
小松市北東から能美市東部の山間部を縦断する。
山間部の集落を結んでおり、小松市荒木田町や同市鵜川町などでは狭隘な区間があるものの、概ね両側2車線（片側1車線）の幅員がある。整備が進められており、大型車両の往来が不能であった無患子（むくろじ）トンネルは、新トンネルを旧トンネルの東側に開鑿して整備された。終点周辺にはいしかわサイエンスパークやその核となる北陸先端科学技術大学院大学があり、これらの施設へのアクセス道路としての役目もある。

### 路線データ
- 起点：石川県小松市軽海町365番1地先（国道360号交点）
- 終点：石川県能美市宮竹町タ64番1地先（宮竹交差点・石川県道4号小松鶴来線交点）

## 歴史
- 1960年（昭和35年）10月15日：「石川県道埴田寺畠宮竹線」として路線認定。
- 1993年（平成5年）5月11日 - 建設省から、県道埴田寺畠宮竹線・県道金平寺井線の一部が小松辰口線として主要地方道に指定される[1]。
- 1994年（平成6年）4月1日：現在の路線名に名称変更。
- 1999年（平成11年）11月21日：無患子トンネル（新トンネル）開通。
- のちに、起点を軽海交差点から現在の位置に変更。

## 路線状況

### 重複区間
- 石川県道165号金平寺井線（小松市軽海町 - 小松市埴田町・鴨浦橋詰）

## 地理

### 通過する自治体
- 石川県
  - 小松市
  - 能美市

### 交差する道路
- 国道360号（石川県道165号金平寺井線 重複）（小松市軽海町、起点）
- 石川県道165号金平寺井線（小松市埴田町・鴨浦橋詰）
- 石川県道54号寺畠小松線・石川県道297号鍋谷寺畠線（能美市寺畠町）
- 石川県道4号小松鶴来線（能美市宮竹町・宮竹交差点、終点）

### 沿線にある施設など
- 梯川
- 小松市立中海中学校
- 小松市立中海小学校
- 湧泉寺温泉
- GOLF CLUB ツインフィールズ
- 白山カントリー倶楽部 松風コース
- 辰口放牧場
- 能美美化センター
- いしかわサイエンスパーク
- 北陸先端科学技術大学院大学
- 手取川